# ريكس بيمبرتون
ريكس بيمبرتون (بالإنجليزية: Rex Pemberton)‏ هو متسلق جبال أسترالي، ولد في 1984.

## وصلات خارجية
- الموقع الرسمي